# Kevin Langford
Kevin Charles Langford (Fort Worth, Texas, 21 de diciembre de 1985) es un jugador de baloncesto profesional de nacionalidad estadounidense. Mide 2,04 metros de altura y ocupa la posición de ala-pívot en las filas del BBC Monthey-Chablais suizo.

## Trayectoria deportiva

### Universidad
Se formó como jugador en la TCU de la NCAA. En su última campaña universitaria finalizó con unos números de 13,9 puntos y 5,3 rebotes en los 31 partidos que disputó.

### Profesional
En 2009 decidió dar el salto a Europa y fichar por el Paderborn Baskets de la Bundesliga alemana. Allí disputó 30 partidos finalizando la temporada con medias de 10,8 puntos y 5,4 rebotes, siendo elegido como miembro del quinteto ideal de la liga regular.
En 2010 se compromete con el Factum Sport Debrecen de la máxima categoría del baloncesto húngaro. En Hungría jugó 25 partidos con medias de 17,1 puntos y 7, 3 rebotes.
En julio de 2011 se confirma su fichaje por el Grupo Iruña Navarra de la LEB Oro de España, club del que en la temporada 2011/12 fue uno de los jugadores más destacados y uno de los máximos artífices de lograr que el mismo se clasificara para los play-offs de ascenso a la liga Endesa.